# Tall Ahmar (Dajr Hafir)
Tall Ahmar (arab. تل أحمر) – wieś w Syrii, w muhafazie Aleppo. W 2004 roku liczyła 951 mieszkańców.